# Nicolò Ravano
Nicolò Ravano (Genua, 28 juni 1985) is een Italiaans golfprofessional.

## Loopbaan
Op 11-jarige leeftijd begon Ravano golf te spelen op de Rapallo Golf Club.
In 2008 speelde hij met Filippo Bergamaschi en Claudio Viganò op de Mediterrane Spelen, waarbij hun team goud won. 

### Professional
In 2009 speelde Ravano vooral op de Alps Tour, in 2011 op de EPD Tour en in 2012 op de Europese Challenge Tour, met matig resultaat. Zijn beste prestatie was een 34ste plaats op de Telenet Trophy. In november 2012 won hij echter de 2e ronde van de Tourschool, waardoor hij de Final Stage mag spelen en alvast verzekerd is van een plaats in de Challenge Tour van 2013.

## Gewonnen
- 2008: Mediterrane Spelen (in team)
- 2012: Tourschool, Stage 2